# RESG Walsum
El RESG Walsum es un club de hockey sobre patines de la ciudad alemana de Duisburgo. También posee una sección de patinaje artístico.

## Palmarés
- 16 ligas de Alemania: 1948-49, 1951-52, 1952-53, 1953-54, 1970-71, 1971-72, 1972-73, 1973-74, 1974-75, 1980-81

1984-85, 1986-87, 1988-89, 1989-90, 1990-91, 1998-99.
- 4 copas de Alemania: 1993, 1994, 1996, 2003.

Su éxito deportivo más destacado a nivel internacional fue la participación en la final de la Recopa de Europa de la temporada 1984-1985, en la que cayó derrotado ante el Sporting de Portugal.